# Tassilon Ier de Bavière
Tassilon Ier (né à une date inconnue et mort en 609) est le deuxième duc de Bavière, de 590 à 609. Il est de la famille des Agilolfinges, probablement fils de Garibald Ier, duc de Bavière, et de Waldrade, fille de Waccho, huitième roi de Lombardie.

## Filiation
Aucun document ne donne le nom du père de Tassilon Ier, mais comme il est le père de Garibald II et qu'il succède à Garibald Ier, qui a d'autres fils, on considère que Tassilon Ier est le fils aîné de Garibald Ier.

## Biographie
On ne connaît que peu de choses sur ce duc : Paul Diacre, dans son Historia Langobardorum ne le mentionne que deux fois, en 590, lorsque Childebert II, roi d'Austrasie, l'intronise « roi » de Bavière, et en 609 à sa mort, tué par les Slaves qui avaient envahi la Bavière,.

## Enfants
D'une épouse inconnue, il a eu un fils Garibald II (mort en 640), qui lui a succédé.